# 10070 Liuzongli
A 10070 Liuzongli (ideiglenes jelöléssel 1989 CB8) a Naprendszer kisbolygóövében található aszteroida. Henri Debehogne fedezte fel 1989. február 7-én.